# Ориндж (округ, Техас)
Округ Ориндж (англ. Orange County) расположенный в США штате Техас. По состоянию на 2000 год, численность населения составляла 84 966 человек. Окружным центром является город Ориндж.

## География
Восточная граница округа проходит по реке Сабин, юго-западная по реке Найчес. В целом, география округа довольно разнообразна, с многочисленными солёными болотами в юго-западной части простирающимися вплоть до озера Сабин, и сосновыми лесами на севере. Высота над уровнем моря редко достигает 30-футовой отметки.
По данным Бюро переписи США, общая площадь округа равняется 380 квадратных мили (983 км²), из которых 356 миль² (923 км²) суша и 23 миля² (60 км²) или (6,10 %) это водоёмы.

### Соседние округа
- Джаспер (север)
- Ньютон (север)
- Калкашу (восток)
- Камерон (юго-восток)
- Джефферсон (юго-запад)
- Хардин (северо-запад)

## История
Округ Ориндж был сформирован в 1852 году из частей округа Джефферсон. Своё название он позаимствовал у апельсина, наиболее распространённого фрукта, культивируемого ранними поселенцами плодового на берегах устья реки Сабин.

## Демография
По данным переписи населения 2000 года в округе проживало 84 966 жителей, в составе 31 642 хозяйств и 23 794 семей. Плотность населения была 92 человека на 1 квадратный километр. Насчитывалось 34 781 жилых домов, при плотности покрытия 38 на 1 квадратный километр. Расовый состав населения был 87,98 % белых, 8,38 % чёрных или афроамериканцев, 0,56 % коренных американцев, 0,78 % азиатов, 0,03 % коренных гавайцев и других жителей Океании, 1,12 % прочих рас, и 1,15 % представители двух или более рас. 3,62 % населения являлись испаноязычными или латиноамериканцами.
Из 31 642 хозяйств 35,30 % воспитывают детей возрастом до 18 лет, 58,8 % супружеских пар живущих вместе, 12,10 % женщин-одиночек, 24,8 % холостых. 21,7 % от общего количества живут самостоятельно, 9,3 % лица старше 65 лет, живущие в одиночку. В среднем на каждое хозяйство приходилось 2,65 человека, среднестатистический размер семьи составлял 3,08 человека.
Показатели по возрастным категориям в округе были следующие: 27,3 % жители до 18 лет, 8,7 % от 18 до 24 лет, 28,1 % от 25 до 44 лет, 23,2 % от 45 до 64 лет, и 12,7 % старше 65 лет. Средний возраст составлял 36 лет. На каждых 100 женщин приходилось 96,4 мужчин. На каждых 100 женщин в возрасте 18 лет и старше приходилось 92,6 мужчины.
Средний доход на хозяйство в округе составлял 37 586 $, на семью — 44 152 $. Среднестатистический заработок мужчины был 40 185 $ против 21 859 $ для женщины. Доход на душу населения был 17 554 $. Около 11,4 % семей и 13,8 % общего населения находились ниже черты бедности. Среди них было 18,5 % тех кому ещё не исполнилось 18 лет, и 12,4 % тех кому было уже больше 65 лет.

## Населённые пункты
| - Бридж-Сити - Вайдор - Уэст-Ориндж - Лемонвилл - Литл-Сайпресс - Морисвилл | - Ориндж - Оринджфилд - Пайн-Форест - Пайнхерст - Роз-Сити - Тексла |

## Образование
В округе Ориндж сосредоточено 5 школьных округов:
- школьный округ Бридж-Сити
- сводный школьный округ Литл-Сайпресс — Морисвилл
- школьный округ Оринджфилд
- школьный округ Вайдор
- сводный школьный округ Уэст-Ориндж — Ков

### Школьный округ Бридж-Сити
- начальная школа Хаттона
- начальная школа Симз[5]
- промежуточная школа Бридж-Сити[6]
- средняя школа Бридж-Сити[7]
- полная средняя школа Бридж-Сити[8]

### Сводный школьный округ Литл-Сайпресс — Морисвилл
- начальная школа Морисвилла[9]

## Экономика
Основной экономической деятельностью в округе Ориндж являются нефтеперерабатывающая промышленность, целлюлозно-бумажное производство, выращивание риса и креветок.

## Управление и транспорт
В городе Ориндж функционирует региональный суд.
Аэропорт округа Ориндж предназначен для полётов авиации общего назначения.